# Andrés Mitrovic
Andrés Mitrovic (Pozo Almonte, 21 de mayo de 1921 - Chile, 13 de junio de 2008) fue un basquetbolista chileno. Participó de los Juegos Olímpicos de Londres 1948 como miembro de la selección de Chile.

## Biografía
Mitrovic era descendiente de inmigrantes croatas. Nació en Pozo Almonte, pero creció en la ciudad de Iquique. Tras egresar del Liceo de Hombres de Iquique, estudió odontología en la Universidad de Chile, destacándose luego como profesional en esa área.
Jugó al básquetbol en los equipos de la Academia de Educación Física y de la Universidad de Chile, con el que se consagraría campeón nacional en 1943 y 1958.
Con la selección nacional disputó diversos campeonatos, incluyendo el torneo de baloncesto de los Juegos Olímpicos de Londres 1948, donde su equipo terminó sexto.